# Marien-Schule (Flensburg)

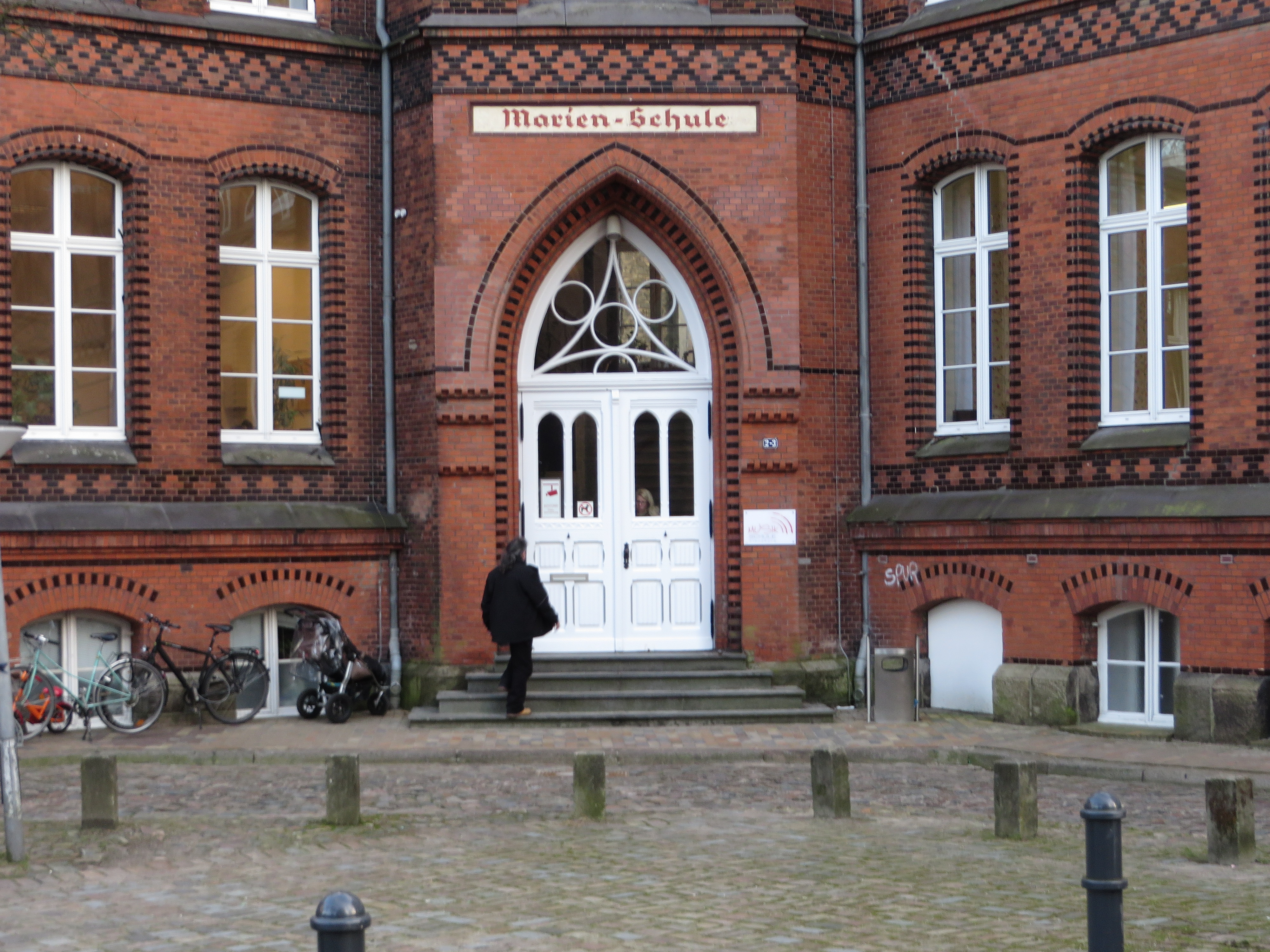
Eingang zur Marienschule

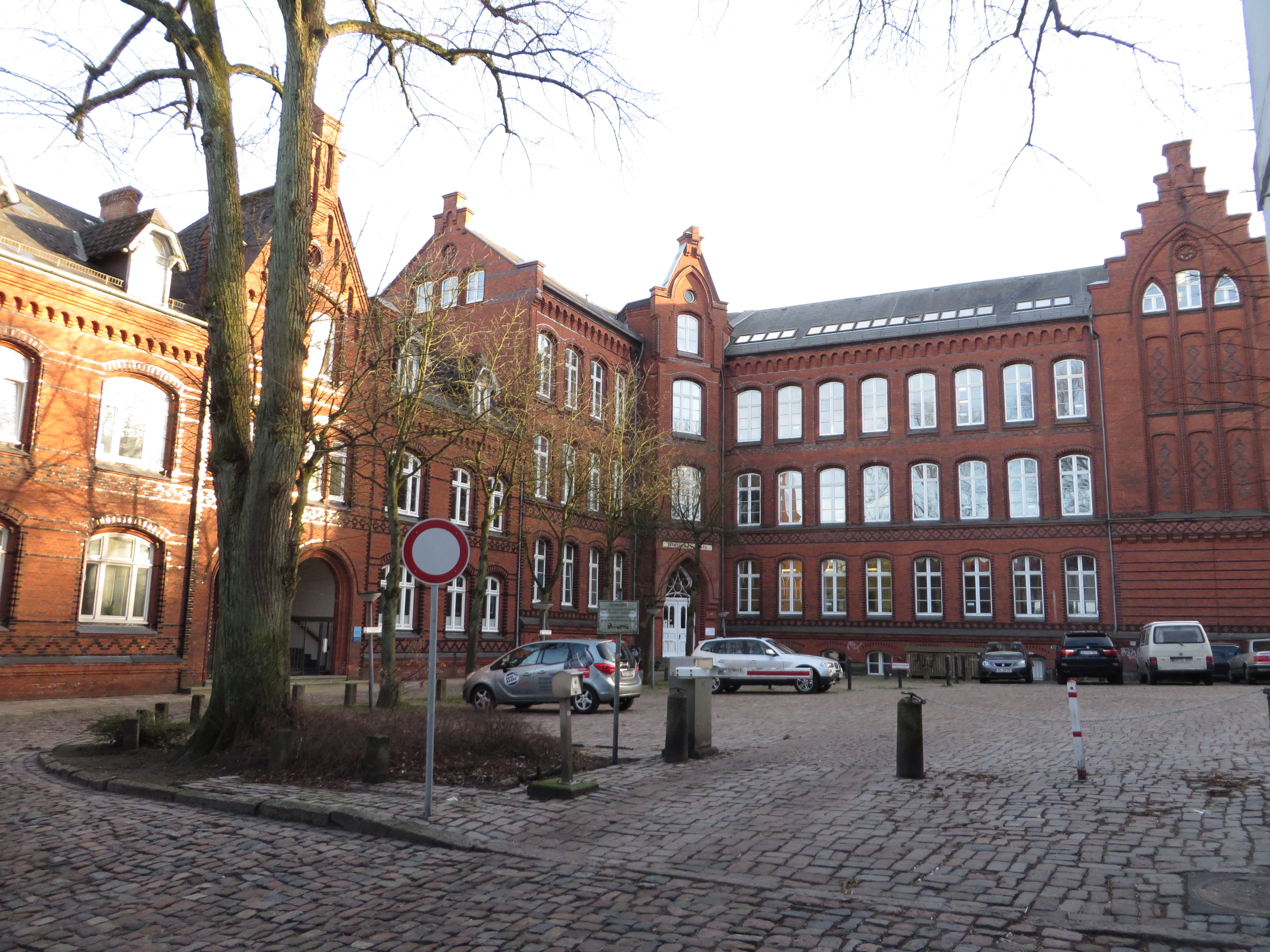
Direkt links neben dem Schulgebäude befindet sich die Propstei Flensburg.

Die Marien-Schule in der Flensburger Innenstadt wurde im 19. Jahrhundert nahe der Marienkirche errichtet. Das Schulgebäude, das heute als Musikschule dient, gilt heute als eines der Kulturdenkmale der Stadt.

## Hintergrund
Die Marien-Schule wurde 1887–1889 errichtet und diente ursprünglich als St.-Marien-Mädchenschule I., die offenbar am 8. Oktober 1889 ihren Schulbetrieb aufnahm und zumindest zu Beginn noch unter kirchlicher Aufsicht geführt wurde.
Es wird angenommen, dass die Pläne für den Bau vom Stadtbaurat Otto Fielitz stammten, der verschiedene Schulbauten in der Stadt plante. Der neugotische Ziegelbau, aus primär roten Backsteinen, erhielt seinen Platz an der Südostecke des Marienkirchhofes, nahe dem Nordermarkt, zu dem ein Verbindungsweg besteht. Die Schule erhielt entsprechend ihrem Standort die Adresse Marienkirchhof 2/3. Die Klassenräume besitzen jeweils vier Fenster zum Kirchhof hin, der heute nur noch als ein gepflasterter Parkplatz besteht. Dem L-förmigen Gebäude schließt sich im Norden das Doppelpastorat, Marienkirchhof 4/5 aus dem Jahr 1896 an, ebenfalls ein Rotbacksteinbau. In der Zeit vor 1900 wurde in Flensburg viele ähnliche rote Backsteingebäude im Stil der Neugotik errichtet, beispielsweise das Kaufmannshaus Hansen, unweit der Schule.
In der Zeit nach dem Zweiten Weltkrieg befand sich dort zunächst noch eine Volksschule für Mädchen. Spätestens seit den 1980er Jahren wird das Gebäude als Musik-Schule genutzt. Die Marien-Schule dient heute als Hauptgebäude der Musikschule. Dort findet der überwiegende Teil des Instrumentalunterrichtes statt sowie Ballett, Kurse und Workshops. Auch Konzerte werden dort gegeben. An anderen Flensburger Schulen findet häufig weiterer Musikunterricht statt, der in Kooperation mit der Musikschule durchgeführt wird, beispielsweise an der Käte-Lassen-Schule Flensburg. Die Musikschule gehört im Übrigen dem Verband deutscher Musikschulen an.